# Суарес, Николас (футболист, 2005)
Никола́с Игна́сио Суа́рес Рейе́с (исп. Nicolás Ignacio Suárez Reyes; род. 31 июля 2005) — чилийский футболист, защитник клуба «Коло-Коло».

## Клубная карьера
Суарес — воспитанник клуба «Коло-Коло». 29 октября 20021 года в матче против «Аудакс Итальяно» он дебютировал в чилийской Примере.

## Международная карьера
В 2025 году Суарес в составе молодёжной сборной Чили во второй раз принял участие в молодёжном чемпионате Южной Америки в Венесуэле.